# 運輸量單位
運輸量單位是用以表示運输旅客人數，或貨物、行李重量，乘以運輸距離的單位。
下面兩個單位較為常用：
- 人公里：測度旅客運量之單位，為旅客人數與行駛公里之乘積。[1]

例如載運3名乘客行駛10公里，即為3人x10 公里=30人公里。
- 噸公里：測度貨物運量之單位，為貨運噸數與行駛公里之乘積。[1]

例如運輸5噸貨物行駛30公里，則為5噸x30公里=150噸公里。
其他單位：
- 延人公里：客運人數與其行駛公里相乘積之總和。
- 客座公里：客運業之營業客車實際可供旅客乘坐之最大座位數與該車行駛里程之乘積之和。
- 貨運噸數：載運貨物之噸數。
- 延噸公里：載運貨物噸數與其行駛公里相乘積之總和。

## 相关主题
- 運输密度
- 交通運输-運輸業
  - 客運
  - 貨物運输
- 經營比率
- 交通量